# Filogelos
Filogelos (Φιλόγελως, "Liefde voor het lachen") is een verzameling grappen uit de Griekse oudheid. Het om een compilatie van ongeveer 260 grappen, die vermoedelijk in de vierde eeuw na Christus werd samengesteld. Vermoedelijk bevat de verzameling wel verschillende grappen die al van voor die tijd dateren. Dit is de enige soortgelijke verzameling die is overgeleverd uit de Griekse oudheid.

## Onderwerpen
Bijna de helft van de grappen gaat over wereldvreemde geleerden. Maar ook eunuchen, kaalkoppen, kappers en waarzeggers vormen onderwerp van grappen. Een ander populair onderwerp in de Filogelos zijn de inwoners van enkele Griekse steden, Abdera, Kyme en Sidon, die als erg dom worden afgeschilderd.